# Borovac (okręg zajeczarski)
Borovac (cyr. Боровац) – wieś w Serbii, w okręgu zajeczarskim, w mieście Zaječar. W 2011 roku liczyła 114 mieszkańców.